# Jarosław Krzak
Jarosław Krzak (* 9. August 2000 in Żywiec) ist ein polnischer Skispringer.

## Werdegang
Krzak sprang 2015 erstmals bei den polnischen Meisterschaften. Seit Juli 2018 nimmt er am FIS Cup teil und erreichte am 19. Januar 2021 in Szczyrk als Dritter seinen bisher einzigen Podestplatz. Die Gesamtwertung der Saison 2020/21 beendete der Pole als 50.
Am 18. September 2020 gab Krzak in Wisła sein Debüt im Continental Cup und konnte dort einen Tag später erstmals punkten. Ebenfalls in Wisla sprang er 2021 zum ersten Mal im Grand Prix, ein Jahr später gelang ihm in Courchevel ein 12. Platz.

## Statistik

### Grand-Prix-Platzierungen
| Saison | Platz | Punkte |
| ------ | ----- | ------ |
| 2022   | 053.  | 022    |

### Continental-Cup-Platzierungen
| Saison  | Sommer | Sommer | Winter | Winter | Gesamt | Gesamt |
| Saison  | Platz  | Punkte | Platz  | Punkte | Platz  | Punkte |
| ------- | ------ | ------ | ------ | ------ | ------ | ------ |
| 2020/21 | 029.   | 008    | 084.   | 003    | 095.   | 003    |
| 2021/22 | 083.   | 009    | 098.   | 014    | 114.   | 023    |
| 2022/23 | 069.   | 004    | 069.   | 033    | 080.   | 037    |